# Jon Oliva

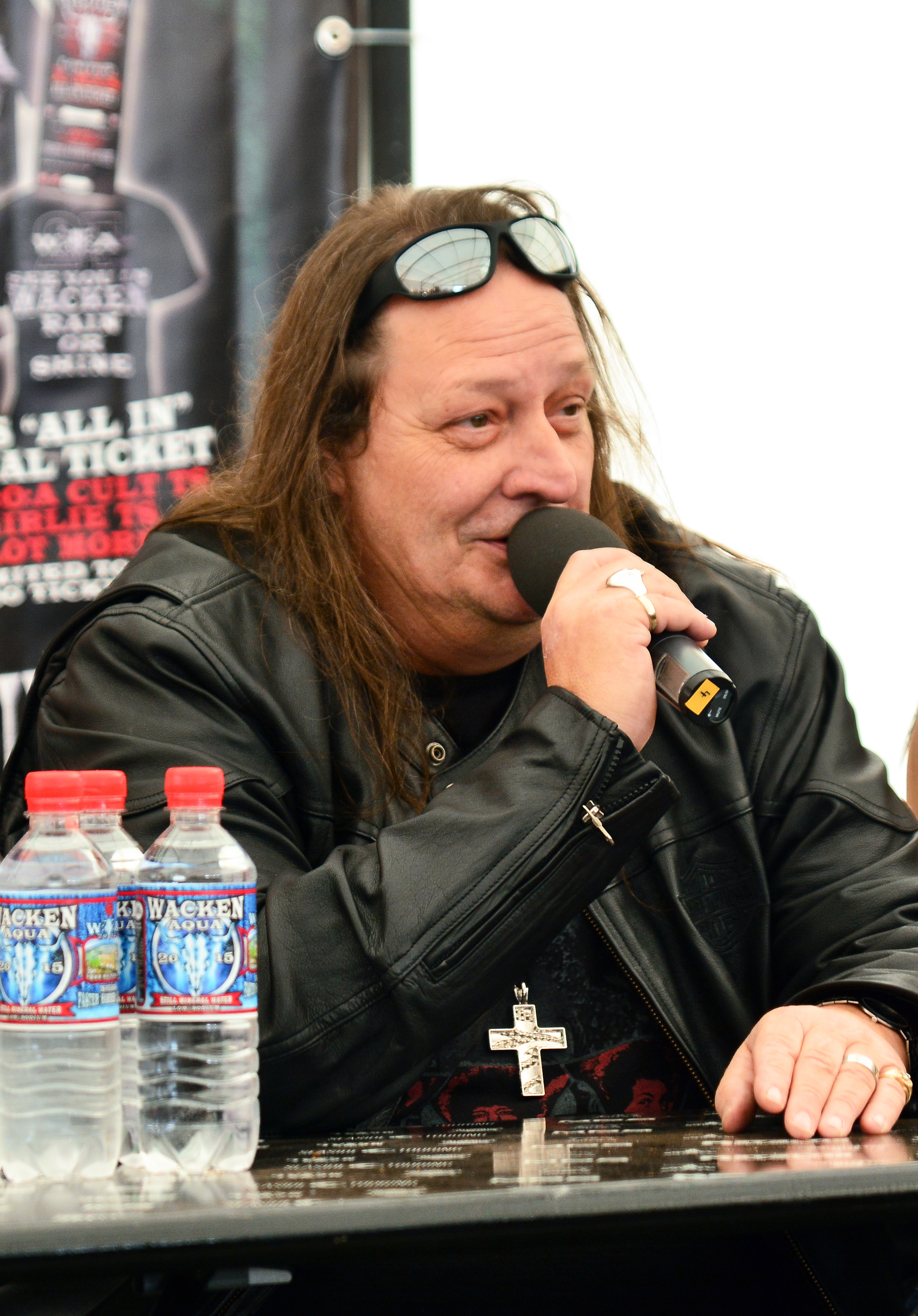
Oliva auf dem Wacken Open Air (2015)

John Nicholas „Jon“ Oliva (* 22. Juli 1960 in Bronx, New York City) ist ein US-amerikanischer Musiker und Sänger. Er ist zusammen mit seinem jüngeren Bruder Criss Oliva Gründer der Heavy-Metal-Band Savatage.

## Biografie
Oliva wurde als drittes von vier Kindern in der Bronx in New York City geboren. Bereits in frühen Jahren interessierte er sich für die Musik. Nach einigen Umzügen landete die Familie schließlich in Florida. 1977 wurde Oliva aus der High School suspendiert und fand im Anschluss einen Job als Gitarrist und Keyboarder in einer Band namens Metropolis. Mit dieser nahm er ein Demoalbum auf, welches aber nur unter der Hand verkauft wurde. 1978 löste sich die Band schließlich auf. Zu dem Zeitpunkt kamen die Brüder Jon und Criss Oliva auf die Idee, eine Band zusammen zu gründen. Diese nannte sich zunächst Avatar und wurde später zu Savatage.
Mit dem steigenden Erfolg der Band verfiel Jon Oliva auch mehr den Drogen; das Album Gutter Ballet wurde beispielsweise in einer Entziehungsklinik aufgenommen. 1992 musste er aus gesundheitlichen Gründen vom Posten des Sängers zurücktreten und hatte zunächst auch keine Pläne zurückzukehren, sondern wollte sich anderen musikalischen Projekten zuwenden. Nach dem Tod seines Bruders Criss änderte Oliva seine Pläne und kehrte in einer sehr schwierigen Phase der Band doch zurück. Auf dem Album Handful of Rain spielt er nahezu alle Instrumente selbst, auf den drei folgenden und jüngsten Alben trat er wieder häufiger ans Mikrofon.
Gleichzeitig war Oliva zunehmend unzufrieden mit der musikalischen Ausrichtung der Band. Da in diese Zeit auch der enorme Erfolg des Trans-Siberian Orchestra fällt, ist Oliva gemeinsam mit dem Produzenten Paul O’Neill vor allem mit diesem Projekt sowie seiner eigenen Band Jon Oliva’s Pain engagiert, in der er seine musikalischen Vorstellungen umsetzen kann und die stilistisch an die frühen Savatage- und Avatar-Alben sowie Olivas älteres Projekt Doctor Butcher erinnert. Als Produzent arbeitet er unter anderem für die derzeitige Band Circle II Circle des mittlerweile ehemaligen Savatage-Sängers Zak Stevens. Zuletzt trat Oliva bei Avantasias Album Angel of Babylon beim Song „Death Is Just a Feeling“ auf.
Oliva wird in der Metalszene oft „Mountain King“ genannt, was eine Anspielung auf den Song „Hall of the Mountain King“ als auch, wohl scherzhaft, auf seine Leibesfülle anspielt.
Im April 2016 erlitt Oliva einen Schlaganfall, von dem er sich jedoch gut erholte.
Im September 2021 wurde Jon Oliva wegen Trunkenheit am Steuer und Drogenbesitzes verhaftet. Er war zuvor auf dem U.S. Highway 41 gegen einen Baum geprallt und hatte zwei leere Flaschen Vodka sowie zwei Beutel Kokain bei sich.

## Diskografie

### Mit Savatage
- Sirens, 1983
- The Dungeons Are Calling, 1984
- Power of the Night, 1985
- Fight for the Rock, 1986
- Hall of the Mountain King, 1987
- Gutter Ballet, 1989
- Streets – A Rock Opera, 1991
- Edge of Thorns, 1993
- Handful of Rain, 1994
- Japan Live 94, 1995
- Ghost in the Ruins (Live-Album), 1996
- Dead Winter Dead, 1996
- The Wake of Magellan, 1997
- Poets and Madmen, 2001

### Mit Doctor Butcher
- Doctor Butcher, 1995

### Mit dem Trans-Siberian Orchestra
- Christmas Eve and Other Stories, 1996
- The Christmas Attic, 1998
- Beethoven’s Last Night, 2000
- The Lost Christmas Eve, 2004
- Night Castle, 2008

### Mit Jon Oliva’s Pain
- Tage Mahal, 2004
- Maniacal Renderings, 2006
- Global Warning, 2008
- Festival, 2010

### Mit Tobias Sammet's Avantasia
- Angel of Babylon, 2010

### Solo
- Raise the Curtain, 2013